# (8865) Yakiimo
(8865) Yakiimo est un astéroïde de la ceinture principale.

## Description
(8865) Yakiimo est un astéroïde de la ceinture principale. Il fut découvert le 1er janvier 1992 à Yakiimo par Akira Natori et Takeshi Urata. Il présente une orbite caractérisée par un demi-grand axe de 3,02 UA, une excentricité de 0,23 et une inclinaison de 7,9° par rapport à l'écliptique.

## Compléments